# Mixogaster breviventris
Mixogaster breviventris är en tvåvingeart som beskrevs av Kahl 1897. Mixogaster breviventris ingår i släktet Mixogaster och familjen blomflugor. Inga underarter finns listade i Catalogue of Life.